# Парламентские выборы в Гане (1965)
Парламентские выборы в Гане проходили в 1965 году. В стране существовала однопартийная система, поэтому в выборах участвовала единственная партия Народная партия конвента президента Кваме Нкрума.

## Контекст
После одобрения конституционной поправки в результате референдума 1964 года Народная партия конвента стала единственной разрешёной партией Ганы. Выборы стали первыми после получения Ганой независимости. Результат конституционного референдума 1960 года рассматривался как победа Нкрумы и мандат, полученный от народа, после которого срок полномочий Национальной ассамблеи 1956 года был продлён ещё на 5 лет.

## Результаты
Все 198 мест парламента получила Народная партия конвента, участвовавшая на выборах без оппозиции.

## Последствия
Нкрума был свергнут в феврале 1966 года в ходе военного переворота, Народная партия конвента была распущена и конституция отменена. Многопартийная система была возвращена в стране в ходе парламентских выборов в 1969 году.